# Al-Bassa (Syria)
Al-Bassa (arab. البصة) – miasto w Syrii, w muhafazie Latakia. W 2004 roku liczyło 4369 mieszkańców.